# Neacomys auriventer
Neacomys auriventer — вид ссавців-гризунів родини хом'якових (Cricetidae). Це ендемік еквадорської частини хребта Кордильєра-дель-Кондор, де він мешкає на висотах від 1460 до 1885 м над рівнем моря. Його природним середовищем існування є гірські дощові ліси. Його довжина від голови до крупа становить 64–75 мм, хвіст на 55% довший, а вага 12–18 г. Спинна шерсть темно-коричнева, а черевна золотиста. Оскільки він був виявлений нещодавно, стан його збереження ще не оцінений. Однак його дескриптори запропонували класифікувати його як «вид, що перебуває під загрозою зникнення», через невеликий ступінь його поширення та загрозу, яку представляє вирубка лісів, пов’язана з видобутком корисних копалин. Видова назва auriventer, на латині означає «золотий живіт».